# Eldarin
Eldarin är en fiktiv språkfamilj som förekommer i J.R.R. Tolkiens böcker. De flesta språk som talas av alverna i böckerna har utvecklats ur Eldarin. En gren av eldarin kallas quenya och är det mest utvecklade av de fiktiva språk Tolkien konstruerade för sin sagovärld.